# Square André-Lichtenberger
Le square André-Lichtenberger est une voie du 14e arrondissement de Paris, en France.

## Situation et accès
Le square André-Lichtenberger est une voie privée située dans le 14e arrondissement de Paris. Il débute au 2, rue des Mariniers et se termine en impasse.

## Origine du nom

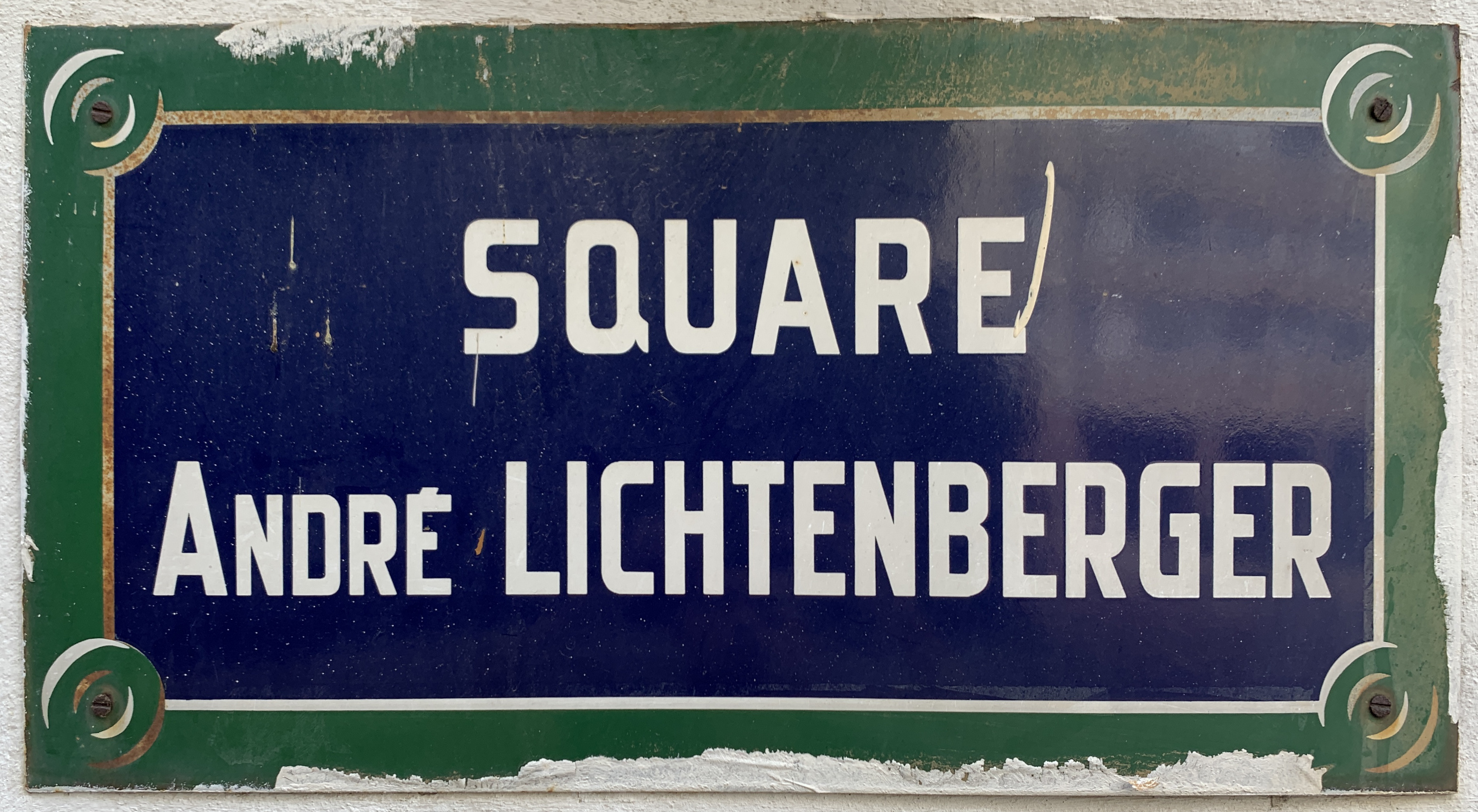
Plaque de la voie.

Il porte le nom du romancier et sociologue français André Lichtenberger (1870-1940).

## Historique
Ce square est ouvert en 1962 par la Sagi (Société anonyme de gestion immobilière) dans l'îlot des Mariniers et prend sa dénomination actuelle par décret préfectoral du 12 mars 1963.